# James Dillion
James Leo Dillion, detto Jim (Plain City, 2 maggio 1929 – Arlington, 16 settembre 2010), è stato un discobolo e pesista statunitense.

## Palmarès

### Olimpiadi
- Bronzo a Helsinki 1952 nel lancio del disco.